# FIVB World Tour 1995/96
De FIVB World Tour 1995/96 vond plaats tussen april 1995 en maart 1996. De zevende editie van de mondiale beachvolleybalcompetitie bestond in totaal uit 27 toernooien en deed twintig steden aan. Bij de mannen wonnen de Brazilianen Roberto Lopes en Franco Neto het eindklassement en bij de vrouwen ging de titel naar het eveneens Braziliaanse duo Sandra Pires en Jackie Silva.

## Kalender
| #   | Plaats         | Categorie | Geslacht | Datum                          | Prijzengeld |
| --- | -------------- | --------- | -------- | ------------------------------ | ----------- |
| 1.  | Marbella       | Open      | mannen   | 14 – 16 april 1995             | $100.000    |
| 2.  | Clearwater     | Open      | mannen   | 5 – 7 mei 1995                 | $100.000    |
| 2.  | Clearwater     | Open      | vrouwen  | 5 – 7 mei 1995                 | $50.000     |
| 3.  | Marseille      | Open      | mannen   | 22 – 25 juni 1995              | $100.000    |
| 4.  | Berlijn        | Open      | mannen   | 30 juni – 2 juli 1995          | $100.000    |
| 5.  | Hermosa Beach  | Open      | mannen   | 14 – 16 juli 1995              | $100.000    |
| 5.  | Hermosa Beach  | Open      | vrouwen  | 14 – 16 juli 1995              | $50.000     |
| 6.  | Busan          | Open      | vrouwen  | 20 – 22 juli 1995              | $50.000     |
| 6.  | Busan          | Open      | mannen   | 22 – 26 juli 1995              | $100.000    |
| 7.  | Osaka          | Open      | vrouwen  | 27 – 29 juli 1995              | $50.000     |
| 8.  | Enoshima       | Open      | mannen   | 29 – 31 juli 1995              | $100.000    |
| 9.  | Lignano        | Open      | mannen   | 4 – 6 augustus 1995            | $100.000    |
| 10. | Espinho        | Open      | mannen   | 11 – 13 augustus 1995          | $100.000    |
| 10. | Espinho        | Open      | vrouwen  | 25 – 27 augustus 1995          | $50.000     |
| 11. | Oostende       | Open      | mannen   | 17 – 19 augustus 1995          | $100.000    |
| 12. | La Baule       | Open      | mannen   | 24 – 26 augustus 1995          | $200.000    |
| 13. | Tenerife       | Open      | mannen   | 31 augustus – 3 september 1995 | $100.000    |
| 14. | Fortaleza      | Open      | mannen   | 15 – 17 september 1995         | $100.000    |
| 15. | Bali           | Open      | vrouwen  | 15 – 17 september 1995         | $50.000     |
| 15. | Bali           | Open      | mannen   | 22 – 24 september 1995         | $100.000    |
| 16. | Brisbane       | Open      | vrouwen  | 6 – 8 oktober 1995             | $50.000     |
| 17. | Carolina       | Open      | vrouwen  | 9 – 12 november 1995           | $50.000     |
| 17. | Carolina       | Open      | mannen   | 10 – 12 november 1995          | $100.000    |
| 18. | Santos         | Open      | vrouwen  | 16 – 19 november 1995          | $50.000     |
| 19. | Kaapstad       | Open      | mannen   | 21 – 23 december 1995          | $100.000    |
| 20. | Rio de Janeiro | Open      | mannen   | 8 – 11 februari 1996           | $200.000    |
| 20. | Rio de Janeiro | Open      | vrouwen  | 28 februari – 3 maart 1996     | $150.000    |

## Resultaten

### Marbella Open
Van 14 tot en met 16 april 1995
| Mannen | Mannen                           |
| Rang   | Team                             |
| ------ | -------------------------------- |
| 1      | Roberto Lopes / Franco Neto      |
| 2      | André Gomes / Carlos Loss        |
| 3      | Zé Marco / Emanuel Rego          |
| 4      | Francisco Álvarez / Juan Rossell |
| 5      | Jörg Ahmann / Axel Hager         |
| 5      | Javier Bosma / Sixto Jiménez     |
| 7      | Julien Prosser / Lee Zahner      |
| 7      | Jan Kvalheim / Bjørn Maaseide    |

### Clearwater Open
Van 5 tot en met 7 mei 1995
| Mannen | Mannen                          |
| Rang   | Team                            |
| ------ | ------------------------------- |
| 1      | Roberto Lopes / Franco Neto     |
| 2      | Zé Marco / Emanuel Rego         |
| 3      | Bruk Vandeweghe / Jeff Williams |
| 4      | André Gomes / Carlos Loss       |
| 5      | Miguel Prieto / Javi Yuste      |
| 5      | Carl Henkel / Sinjin Smith      |
| 7      | Martín Conde / Eduardo Martínez |
| 7      | John Child / Mark Heese         |

| Vrouwen | Vrouwen                           |
| Rang    | Team                              |
| ------- | --------------------------------- |
| 1       | Sandra Pires / Jackie Silva       |
| 2       | Karolyn Kirby / Liz Masakayan     |
| 3       | Holly McPeak / Nancy Reno         |
| 4       | Barbra Fontana / Lori Forsythe    |
| 5       | Natalie Cook / Kerri Pottharst    |
| 5       | Adriana Behar / Magda Lima        |
| 7       | Renata Castro / Karina Lins       |
| 7       | Mônica Rodrigues / Adriana Samuel |

### Marseille Open
Van 22 tot en met 25 juni 1995
| Mannen | Mannen                              |
| Rang   | Team                                |
| ------ | ----------------------------------- |
| 1      | Zé Marco / Emanuel Rego             |
| 2      | Jan Kvalheim / Bjørn Maaseide       |
| 3      | André Gomes / Carlos Loss           |
| 4      | Paulão Moreira / Paulo Emilio Silva |
| 5      | Roberto Lopes / Franco Neto         |
| 5      | Carl Henkel / Sinjin Smith          |
| 7      | John Child / Mark Heese             |
| 7      | Marek Pakosta / Michal Palinek      |

### Berlijn Open
Van 30 juni tot en met 2 juli 1995
| Mannen | Mannen                                    |
| Rang   | Team                                      |
| ------ | ----------------------------------------- |
| 1      | Jan Kvalheim / Bjørn Maaseide             |
| 2      | Roberto Lopes / Franco Neto               |
| 3      | Zé Marco / Emanuel Rego                   |
| 4      | Carlos Briceno / Jeff Williams            |
| 5      | Martín Conde / Eduardo Martínez           |
| 5      | Jörg Ahmann / Axel Hager                  |
| 7      | Jean-Philippe Jodard / Christian Penigaud |
| 7      | Roger Clark / Bruk Vandeweghe             |

### Hermosa Beach Open
Van 14 tot en met 16 juli 1995
| Mannen | Mannen                                    |
| Rang   | Team                                      |
| ------ | ----------------------------------------- |
| 1      | Mike Dodd / Mike Whitmarsh                |
| 2      | Scott Friederichsen / Eric Wurts          |
| 3      | Zé Marco / Emanuel Rego                   |
| 4      | Jean-Philippe Jodard / Christian Penigaud |
| 5      | Roberto Lopes / Franco Neto               |
| 5      | Carl Henkel / Sinjin Smith                |
| 7      | Jan Kvalheim / Bjørn Maaseide             |
| 7      | Jim Nichols / Michael Schlegel            |

| Vrouwen | Vrouwen                                 |
| Rang    | Team                                    |
| ------- | --------------------------------------- |
| 1       | Holly McPeak / Nancy Reno               |
| 2       | Sandra Pires / Jackie Silva             |
| 3       | Karolyn Kirby / Liz Masakayan           |
| 4       | Debra Richardson / Dennie Shupryt Knoop |
| 5       | Mônica Rodrigues / Adriana Samuel       |
| 5       | Barbra Fontana / Lori Forsythe          |
| 7       | Natalie Cook / Kerri Pottharst          |
| 7       | Adriana Behar / Magda Lima              |

### Busan Open
Van 20 tot en met 26 juli 1995
| Mannen | Mannen                               |
| Rang   | Team                                 |
| ------ | ------------------------------------ |
| 1      | Roberto Lopes / Franco Neto          |
| 2      | Rogério Ferreira / Guilherme Marques |
| 3      | Jan Kvalheim / Bjørn Maaseide        |
| 4      | Carl Henkel / Sinjin Smith           |
| 5      | André Gomes / Carlos Loss            |
| 5      | Jörg Ahmann / Axel Hager             |
| 7      | Francisco Álvarez / Juan Rossell     |
| 7      | Javier Bosma / Sixto Jiménez         |

| Vrouwen | Vrouwen                           |
| Rang    | Team                              |
| ------- | --------------------------------- |
| 1       | Holly McPeak / Nancy Reno         |
| 2       | Karolyn Kirby / Liz Masakayan     |
| 3       | Sandra Pires / Jackie Silva       |
| 4       | Mônica Rodrigues / Adriana Samuel |
| 5       | Adriana Behar / Magda Lima        |
| 5       | Gail Castro / Angela Rock         |
| 7       | Natalie Cook / Kerri Pottharst    |
| 7       | Sarah Straton / Chris Wilson      |

### Osaka Open
Van 27 tot en met 29 juli 1995
| Vrouwen | Vrouwen                           |
| Rang    | Team                              |
| ------- | --------------------------------- |
| 1       | Holly McPeak / Nancy Reno         |
| 2       | Linda Hanley / Angela Rock        |
| 3       | Sandra Pires / Jackie Silva       |
| 4       | Barbra Fontana / Lori Forsythe    |
| 5       | Sarah Straton / Chris Wilson      |
| 5       | Beate Bühler / Danja Müsch        |
| 7       | Mônica Rodrigues / Adriana Samuel |
| 7       | Karolyn Kirby / Liz Masakayan     |

### Enoshima Open
Van 29 tot en met 31 juli 1995
| Mannen | Mannen                                    |
| Rang   | Team                                      |
| ------ | ----------------------------------------- |
| 1      | Roberto Lopes / Franco Neto               |
| 2      | Carl Henkel / Sinjin Smith                |
| 3      | Jan Kvalheim / Bjørn Maaseide             |
| 4      | Jean-Philippe Jodard / Christian Penigaud |
| 5      | Julien Prosser / Lee Zahner               |
| 5      | John Child / Mark Heese                   |
| 7      | Martín Conde / Eduardo Martínez           |
| 7      | André Gomes / Carlos Loss                 |

### Lignano Open
Van 4 tot en met 6 augustus 1995
| Mannen | Mannen                              |
| Rang   | Team                                |
| ------ | ----------------------------------- |
| 1      | Paulão Moreira / Paulo Emilio Silva |
| 2      | Martín Conde / Eduardo Martínez     |
| 3      | Roberto Lopes / Franco Neto         |
| 4      | Jan Kvalheim / Bjørn Maaseide       |
| 5      | Zé Marco / Emanuel Rego             |
| 5      | Carl Henkel / Sinjin Smith          |
| 7      | John Child / Mark Heese             |
| 7      | Carlos Briceno / Jeff Williams      |

### Espinho Open
Van 11 tot en met 13 augustus en van 25 tot en met 27 augustus 1995
| Mannen | Mannen                              |
| Rang   | Team                                |
| ------ | ----------------------------------- |
| 1      | Roberto Lopes / Franco Neto         |
| 2      | Zé Marco / Emanuel Rego             |
| 3      | Javier Bosma / Sixto Jiménez        |
| 4      | Paulão Moreira / Paulo Emilio Silva |
| 5      | Martín Conde / Eduardo Martínez     |
| 5      | Jan Kvalheim / Bjørn Maaseide       |
| 7      | Francisco Álvarez / Juan Rossell    |
| 7      | Tom Englen / Frederik Petersson     |

| Vrouwen | Vrouwen                           |
| Rang    | Team                              |
| ------- | --------------------------------- |
| 1       | Holly McPeak / Nancy Reno         |
| 2       | Linda Hanley / Angela Rock        |
| 3       | Sandra Pires / Jackie Silva       |
| 4       | Natalie Cook / Kerri Pottharst    |
| 5       | Mônica Rodrigues / Adriana Samuel |
| 5       | Sachiko Fujita / Yukiko Takahashi |
| 7       | Liane Fenwick / Anita Spring      |
| 7       | Sarah Straton / Chris Wilson      |

### Oostende Open
Van 17 tot en met 19 augustus 1995
| Mannen | Mannen                               |
| Rang   | Team                                 |
| ------ | ------------------------------------ |
| 1      | Zé Marco / Emanuel Rego              |
| 2      | Rogério Ferreira / Guilherme Marques |
| 3      | John Child / Mark Heese              |
| 4      | Jan Kvalheim / Bjørn Maaseide        |
| 5      | Martín Conde / Eduardo Martínez      |
| 5      | Roberto Lopes / Franco Neto          |
| 7      | Wilfredo García / Gonzalo Torres     |
| 7      | Jörg Ahmann / Axel Hager             |

### La Baule Open
Van 24 tot en met 26 augustus 1995
| Mannen | Mannen                              |
| Rang   | Team                                |
| ------ | ----------------------------------- |
| 1      | Roberto Lopes / Franco Neto         |
| 2      | Zé Marco / Emanuel Rego             |
| 3      | John Child / Mark Heese             |
| 4      | Carl Henkel / Sinjin Smith          |
| 5      | Martín Conde / Eduardo Martínez     |
| 5      | Miguel Prieto / Javi Yuste          |
| 7      | Paulão Moreira / Paulo Emilio Silva |
| 7      | Carlos Briceno / Jeff Williams      |

### Tenerife Open
Van 31 augustus tot en met 3 september 1995
| Mannen | Mannen                                    |
| Rang   | Team                                      |
| ------ | ----------------------------------------- |
| 1      | Zé Marco / Emanuel Rego                   |
| 2      | Javier Bosma / Sixto Jiménez              |
| 3      | Roberto Lopes / Franco Neto               |
| 4      | Martín Conde / Eduardo Martínez           |
| 5      | Francisco Álvarez / Juan Rossell          |
| 5      | Jörg Ahmann / Axel Hager                  |
| 7      | Jean-Philippe Jodard / Christian Penigaud |
| 7      | Andrea Ghiurghi / Nicola Grigolo          |

### Fortaleza Open
Van 15 tot en met 17 september 1995
| Mannen | Mannen                               |
| Rang   | Team                                 |
| ------ | ------------------------------------ |
| 1      | Roberto Lopes / Franco Neto          |
| 2      | Francisco Álvarez / Juan Rossell     |
| 3      | Rogério Ferreira / Guilherme Marques |
| 4      | Zé Marco / Emanuel Rego              |
| 5      | Duda Macedo / Fred Souza             |
| 5      | John Child / Mark Heese              |
| 7      | Javier Bosma / Sixto Jiménez         |
| 7      | Carlos Briceno / Jeff Williams       |

### Bali Open
Van 15 tot en met 17 september en van 22 tot en met 24 september 1995
| Mannen | Mannen                           |
| Rang   | Team                             |
| ------ | -------------------------------- |
| 1      | Zé Marco / Emanuel Rego          |
| 2      | Roberto Lopes / Franco Neto      |
| 3      | Adam Johnson / Kent Steffes      |
| 4      | Carl Henkel / Sinjin Smith       |
| 5      | Andrea Ghiurghi / Nicola Grigolo |
| 5      | Carlos Briceno / Jeff Williams   |
| 7      | John Child / Mark Heese          |
| 7      | Javier Bosma / Sixto Jiménez     |

| Vrouwen | Vrouwen                         |
| Rang    | Team                            |
| ------- | ------------------------------- |
| 1       | Holly McPeak / Nancy Reno       |
| 2       | Sandra Pires / Jackie Silva     |
| 3       | Karolyn Kirby / Angela Rock     |
| 4       | Barbra Fontona / Lori Forsythe  |
| 5       | Natalie Cook / Kerri Pottharst  |
| 5       | Linda Hanley / Debra Richardson |
| 7       | Beate Bühler / Danja Müsch      |
| 7       | Merita Berntsen / Ragni Hestad  |

### Brisbane Open
Van 6 tot en met 8 oktober 1995
| Vrouwen | Vrouwen                        |
| Rang    | Team                           |
| ------- | ------------------------------ |
| 1       | Holly McPeak / Nancy Reno      |
| 2       | Sandra Pires / Jackie Silva    |
| 3       | Beate Bühler / Danja Müsch     |
| 4       | Barbra Fontana / Lori Forsythe |
| 5       | Natalie Cook / Kerri Pottharst |
| 5       | Liane Fenwick / Anita Spring   |
| 7       | Cordula Borger / Beate Paetow  |
| 7       | Karolyn Kirby / Angela Rock    |

### Carolina Open
Van 9 tot en met 12 november 1995
| Mannen | Mannen                           |
| Rang   | Team                             |
| ------ | -------------------------------- |
| 1      | Francisco Álvarez / Juan Rossell |
| 2      | Eric Fonoimoana / Mike Whitmarsh |
| 3      | Carl Henkel / Sinjin Smith       |
| 4      | Miguel Maia / João Brenha        |
| 5      | Martín Conde / Eduardo Martínez  |
| 5      | John Child / Mark Heese          |
| 7      | André Gomes / Carlos Loss        |
| 7      | Roberto Lopes / Franco Neto      |

| Vrouwen | Vrouwen                           |
| Rang    | Team                              |
| ------- | --------------------------------- |
| 1       | Karolyn Kirby / Nancy Reno        |
| 2       | Sandra Pires / Jackie Silva       |
| 3       | Mônica Rodrigues / Adriana Samuel |
| 4       | Beate Bühler / Danja Müsch        |
| 5       | Natalie Cook / Kerri Pottharst    |
| 5       | Yuki Ishizaka / Peko Nakano       |
| 7       | Isabel Salgado / Roseli Timm      |
| 7       | Linda Hanley / Debra Richardson   |

### Santos Open
Van 16 tot en met 19 november 1995
| Vrouwen | Vrouwen                           |
| Rang    | Team                              |
| ------- | --------------------------------- |
| 1       | Barbra Fontana / Linda Hanley     |
| 2       | Holly McPeak / Angela Rock        |
| 3       | Sandra Pires / Jackie Silva       |
| 4       | Natalie Cook / Kerri Pottharst    |
| 5       | Mônica Rodrigues / Adriana Samuel |
| 5       | Sachiko Fujita / Yukiko Takahashi |
| 7       | Adriana Behar / Shelda Bede       |
| 7       | Karolyn Kirby / Nancy Reno        |

### Kaapstad Open
Van 21 tot en met 21 december 1995
| Mannen | Mannen                              |
| Rang   | Team                                |
| ------ | ----------------------------------- |
| 1      | Zé Marco / Emanuel Rego             |
| 2      | Martín Conde / Eduardo Martínez     |
| 3      | John Child / Mark Heese             |
| 4      | Paulão Moreira / Paulo Emilio Silva |
| 5      | Andrea Ghiurghi / Nicola Grigolo    |
| 5      | Javier Bosma / Sixto Jiménez        |
| 7      | Jörg Ahmann / Axel Hager            |
| 7      | Tom Englen / Frederik Petersson     |

### Rio de Janeiro Open
Van 8 tot en met 11 februari en van 28 februari tot en met 5 maart 1996
| Mannen | Mannen                                    |
| Rang   | Team                                      |
| ------ | ----------------------------------------- |
| 1      | Roberto Lopes / Franco Neto               |
| 2      | Zé Marco / Emanuel Rego                   |
| 3      | John Child / Mark Heese                   |
| 4      | Jan Kvalheim / Bjørn Maaseide             |
| 5      | André Gomes / Carlos Loss                 |
| 5      | Francisco Álvarez / Juan Rossell          |
| 7      | Julien Prosser / Lee Zahner               |
| 7      | Jean-Philippe Jodard / Christian Penigaud |

| Vrouwen | Vrouwen                           |
| Rang    | Team                              |
| ------- | --------------------------------- |
| 1       | Sandra Pires / Jackie Silva       |
| 2       | Natalie Cook / Kerri Pottharst    |
| 3       | Adriana Behar / Shelda Bede       |
| 4       | Holly McPeak / Nancy Reno         |
| 5       | Mônica Rodrigues / Adriana Samuel |
| 5       | Beate Bühler / Danja Müsch        |
| 7       | Yuki Ishizaka / Peko Nakano       |
| 7       | Barbra Fontana / Linda Hanley     |

## Prijzen
| Winnaar FIVB World Tour     | Winnaar FIVB World Tour     |
| Mannen                      | Vrouwen                     |
| --------------------------- | --------------------------- |
| Roberto Lopes / Franco Neto | Sandra Pires / Jackie Silva |